# Île Fleurie
L'autre nom de l'île, l'île de la Morue est aussi le nom d'une île de Nouvelle-Zélande.
L’île Fleurie, ou île Saint-Martin, est une île sur la Seine de 12 Km de long située dans l'ouest de l'Île-de-France, partagée entre les communes de Bezons au Nord, Carrières-sur-Seine au Centre et Chatou au Sud, dans le Val-d'Oise et les Yvelines sur la rive droite - auxquelles elle est rattachée administrativement, et en face Nanterre et Rueil-Malmaison dans les Hauts-de-Seine sur la rive gauche.
C'est la partie amont de l'île des Impressionnistes de Chatou.Cette dernière est occupée en partie par un terrain de golf.
Le Nord de l'île situé sur la commune de Bezons, est en friches. Cette zone est un site protégé qui constitue un refuge pour les plantes sauvages, l’avifaune et de nombreux animaux. Elle a toutefois été utilisée pour implanter les piliers de la nouvelle ligne de R.E.R. Éole.

## Historique
En 1840, un barrage à aiguilles fut établi entre l'île Fleurie et la rive de Bezons, afin de prolonger la période annuelle de navigation sur la Seine, en provoquant une élévation de son niveau en Amont et sur la partie longeant Nanterre et Rueil-Malmaison. Ces aiguilles étaient des planchettes verticales de 2,20 mètres de long et 12 cm de large, juxtaposées en laissant passer l'eau dans un intervalle entre ses planchettes. On les remontait et on les descendait pour faire varier le niveau du fleuve. C'était un dispositif très souple. Le barrage a été démantelé en 1932. Il ne reste que le bâtiment circulaire situé au bout de l'île sur Bezons, qui servait à ranger le matériel.
Le peintre Claude Monet a peint sa toile Carrières-Saint-Denis en 1872, face à la commune de Carrières-sur-Seine, depuis l'île Fleurie ou d'une barque qu'il utilisait pour descendre la Seine depuis Argenteuil, où il résidait alors. Une reproduction se trouve à l'entrée des Jardins de Mademoiselle de La Vallière sur le Chemin des Impressionnistes.
Vers 1887, la guinguette d'Ernest Lemaire, située sur l'île, constituée à la fois d'un restaurant, d'une salle de bal et d'un lieu de baignade et de canotage, sur la partie de Carrières-sur-Seine, y accueillait des citadins en mal de campagne. Les bâtiments sont tombés en ruines ; en 1988, la commune a racheté les lieux et tenté de sauver les fresques signées Joseph Faverot,.

## Transports
L'île est traversée :
- par deux ponts ferroviaires :
  - le viaduc ferroviaire de Nanterre au Nord (ligne de Nanterre-Université à Sartrouville), emprunté par la ligne A du RER et la ligne L du Transilien ;
  - le pont ferroviaire des Anglais à l'extrême Nord sur la partie Bezons (ligne de Paris-Saint-Lazare au Havre), emprunté par la ligne J du Transilien, les TER Normandie et à terme la ligne E du RER, et doublé d'une passerelle pour piétons et cycles dont l'ouverture est prévue en 2022[7] ;
- et un pont routier :
  - le viaduc de Carrières-sur-Seine de l'autoroute A14 au sortir du tunnel sous La Défense.

Tous ces ouvrages d'art enjambent l'île sans la desservir. Les accès aux rives de part et d'autre se font uniquement via le pont de Chatou, côté île des Impressionnistes.

## Galerie

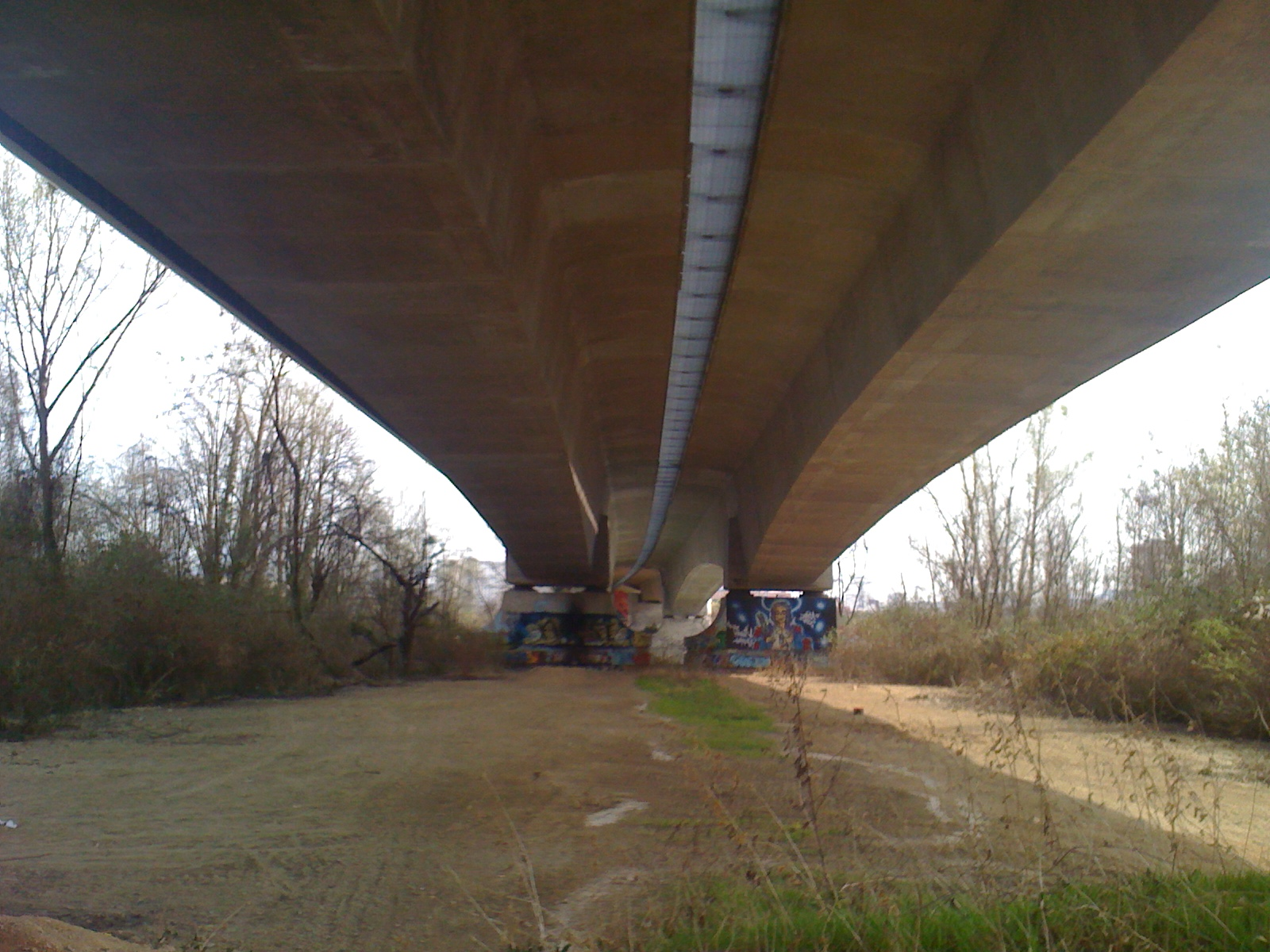
Pont de l'A14 au-dessus de l'île sur Carrières-sur-Seine.
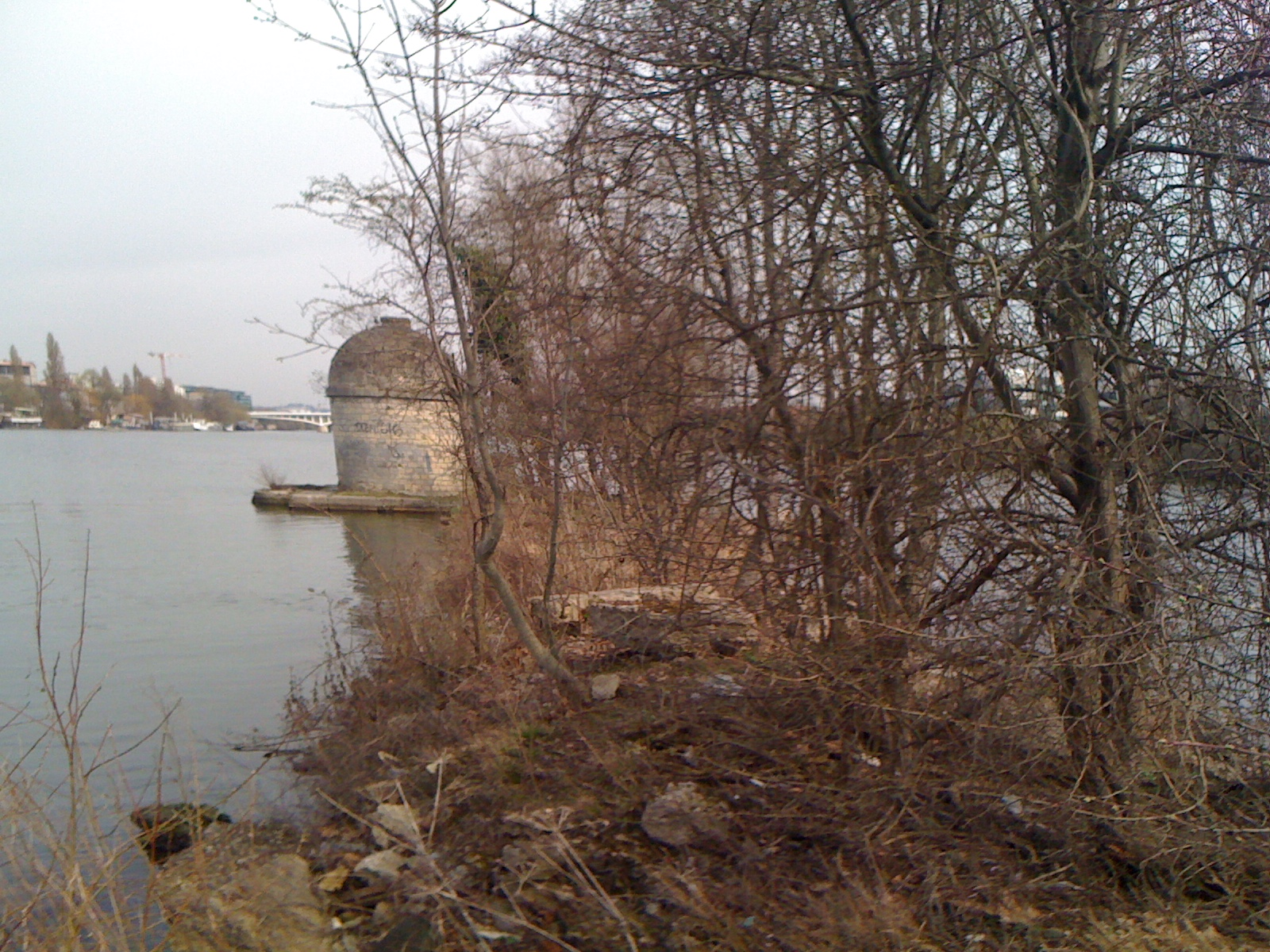
Extrémité Nord-Est de l'île sur Bezons.
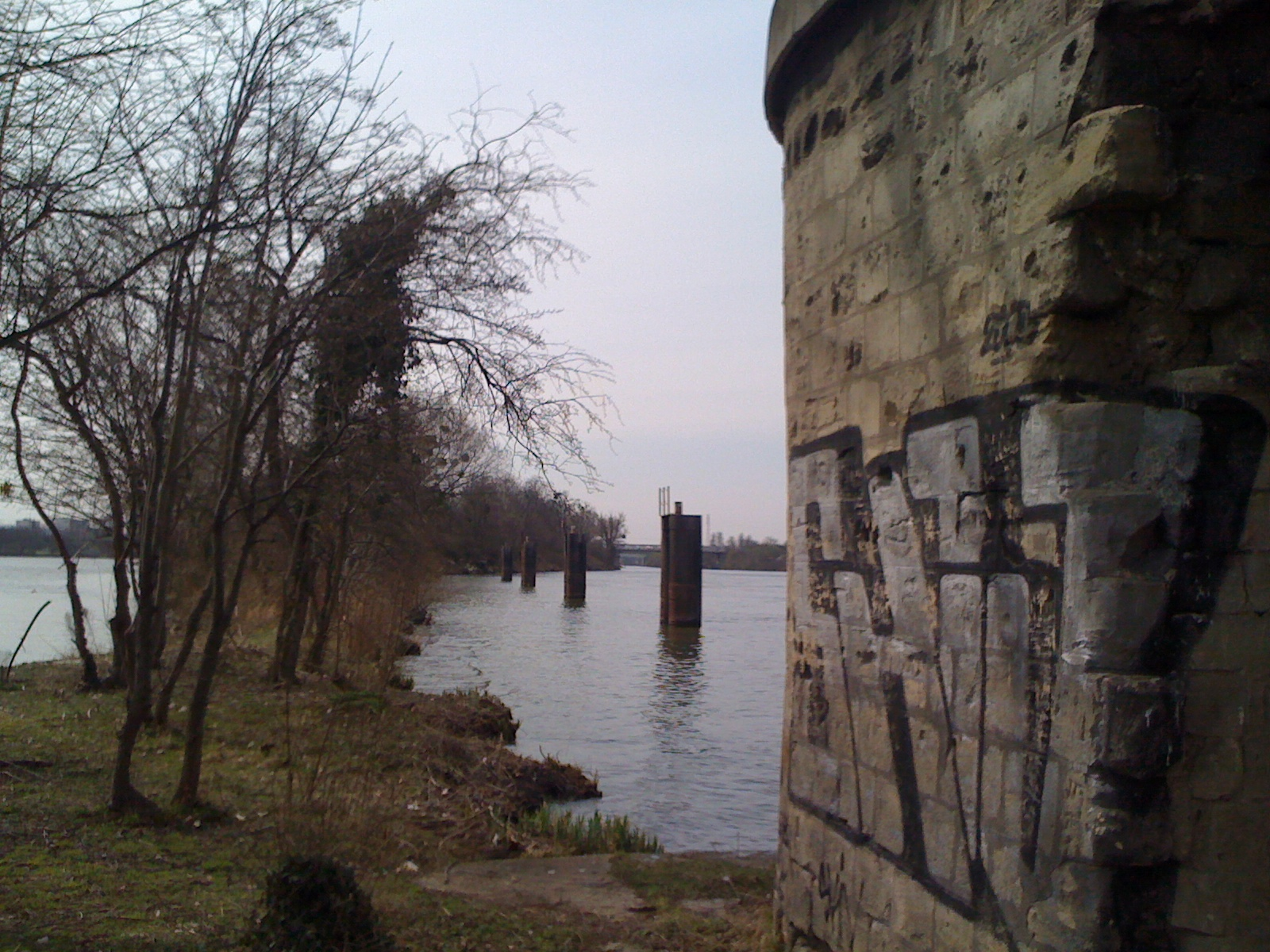
Vue vers le Sud de l'île Fleurie.